# Wirtschaftliche Forschungsgesellschaft
Wirtschaftliche Forschungsgesellschaft (WiFo) byl německý státní podnik založený v roce 1934 v Berlíně. Byl zodpovědný za zajištění, skladování a výrobu základního válečného materiálu a pohonných hmot. Společnost byla rozpuštěna v roce 1970.

## Historie

### Vznik
Důležitým faktorem v německém zbrojení bylo poskytnout moderní a motorizované jednotky. V případě války se dalo očekávat přerušení dovozu pohonných hmot. To byl důvod pro vytvoření tajných velkých palivových zásob dovozem z rumunských ropných těžebních oblastí. 24. srpna 1934 byl ministerstvem hospodářství založen podnik s krycím jménem Wirtschaftliche Forschungsgesellschaft mbH (WIFO). V obchodním rejstříku byl podnik vedený jako „vytváření a udržování průmyslu, obchodu a řemesel, zejména vytvoření a udržování zkušebních a výzkumných pracovišť za účelem podpory výše uvedených oblastí.“ Podnik byl založen z firem Deutschen Gesellschaft für öffentliche Arbeiten „Öffa“ (80 %) kterou vlastnilo ministerstvo hospodářství a z I.G. Farben (20 %), V roce 1942 WIFO zaměstnávalo téměř 10 000 lidí.

### Nádrže
Plánováno bylo deset chráněných podzemních soustav nádrží – každá s příslušnou kapacitou 100.000 až 200.000 metrů krychlových. Palivové rezervy byly prioritně pro armádu a letectvo. Sklady pohonných hmot by se nacházely v blízkosti železničních tratí, ale ne v blízkosti hustě obydlených městských oblastí nebo v pohraničí. V roce 1936 začala výstavba nádrží na většině plánovaných místech. Zásobárny se skládaly z jednotlivých železobetonových nádrží z nichž každá měla 3 333 metrů krychlových, které byly obvykle spojeny potrubím ve skupinách deseti nádrží. Celková kapacita deseti skladišť byla 1,5 milionu metrů krychlových paliva a 100 000 kubických metrů maziv. Koncem roku 1938 ropné zásoby WIFO činily téměř 800 tisíc tun.
Když začala válka, nádrže podniku WIFO byly naplněny na 80 procent. Do konce roku 1941 celkové zásoby klesly na pouhých 13 procent.

### Po válce
Po druhé světové válce byla většina velkých nádrží zbourána. Krátce před měnovou reformou v roce 1948 měl podnik WIFO 1 200 cisternových vozů a 42 zaměstnanců. Vedení se rozhodlo pro likvidaci v roce 1951 a z podniku vznikly tři společnosti:
- Wifo i.L. (WIFO v likvidaci)
- Industrie-Verwaltungs-Gesellschaft (IVG)
- Vereinigte Tanklager Transportmittel GmbH (VTG)

Pod označením WIFO společnost ukončila činnost v roce 1969. Oficiální ukončení v obchodním rejstříku k roku 1970.
WIFO Raudnitz (Tarnname Herbert) - Lager in Betrieb, heute ein Fa. ČEPRO, a.s.